# Ogasawaraöarna
Ogasawaraöarna (japanska: 小笠原諸島?, Ogasawara-shotō) eller Boninöarna är en ögrupp i nordvästra Stilla havet som tillhör Japan. Ogasawaraöarna utgör också en egen subprefektur i Tokyo prefektur.

## Geografi
Ogasawaraöarna ligger cirka 1 000 kilometer sydöst om Honshu och cirka 1 350 kilometer öster om Okinawa. Huvudöns geografiska koordinater är 27°4′N 142°12′Ö / 27.067°N 142.200°Ö
Öarna är av vulkaniskt ursprung och har en areal om cirka 104 km² och består av ett trettiotal öar fördelade på sex öområden:
- Chichijimaöarna (父島列島 Chichijima-rettō), cirka 38,9 km²
  - Ani-jima, cirka 7,8 km²
  - Chichi-jima, huvudön, cirka 23,9 km²
  - Higashi-jima, cirka 0,28 km²
  - Minami-jima, cirka 0,34 km²
  - Nishi-jima, cirka 0,49 km²
  - Otōto-jima eller Otohto-jima, cirka 5,3 km²

- Mukojimaöarna (聟島列島, Mukojima-rettō), norr om Chichijimaöarna, cirka 6,6 km²
  - Kita-no-jima, cirka 0,2 km²
  - Muko-jima, huvudön, cirka 3,1 km²
  - Nakohdo-jima, cirka 1,6 km²
  - Yome-jima, cirka 0,85 km²

- Hahajimaöarna (母島列島, Hahajima-rettō), söder om Chichijimaöarna, cirka 27,5 km²
  - Ane-jima, cirka 1,7 km²
  - Haha-jima, huvudön, cirka 20,8 km²
  - Hira-shima, cirka 0,6 km²
  - Imohto-jima, cirka 1,4 km²
  - Mei-jima, cirka 1,1 km²
  - Mukoh-jima, cirka 1,5 km²

- Vulkanöarna (火山列島, Kazan-rettō), cirka 148 km sydöst om Chichijimaöarna, cirka 28,1 km²
  - Ioto (tidigare Iwo-jima), huvudön, cirka 21,0 km²
  - Kita Ioto, cirka 6,0 km²
  - Minami Ioto, cirka 3,7 km²
  - Fukutoku-Okanoba, en vulkan cirka 5 km nordöst om Minami Ioto.

Dessutom ingår förvaltningsmässigt men inte geografiskt:
- Minami-Torishima eller Marcusön, cirka 1 400 km öster om Ioto och cirka 1 350 km sydöst om Honshu, cirka 1,2 km²

- Okino-Torishima, ett rev cirka 750 km sydväst om Ioto och cirka 1 850 km söder om Honshu, cirka 7,8 km²

- Nishinoshima, en vulkan cirka 150 km väster om Chichi-jima och cirka 950 km söder om Honshu.

Den högsta höjden är Chibusa på cirka 460 m ö.h. och finns på Haha-jima bland Hahajimaöarna.
Ogasawaraöarna är obebodda förutom Chichi-jima och Haha-jima. Ögruppen utgör en egen subprefektur i Tokyo prefektur.

## Historia
Det är osäkert när öarna upptäcktes, möjligen upptäcktes Hahajimaöarna redan den 2 oktober 1543 av spanjoren Bernado de la Torre som namngav dem "Forfana". Nederländarna Matthijs Quast och Abel Tasman siktade öarna 1639 och döpte dem till "Gracht". De första dokumenterade japanska kontakterna skedde år 1670, då öarna gick under namnet "Muninjima" (De obebodda öarna). "Bonin" är en alternativ läsning av detta namn. Ogasawara Sadayori (efter vilken öarna har fått sitt nuvarande namn) påstod sig dock ha siktat öarna redan år 1592, under Bunrokuperioden.
Omkring 1830 grundades en valfångststation på Chichi-jima. 1862 införlivades området i Kejsardömet Japan som kring 1876 etablerade en straffkoloni på öarna.
Under andra världskriget utspelades ett av de största och betydande slagen i Stilla havet (Slaget om Iwo-jima) våren 1945 kring Ioto. Öarna ockuperades sedan av USA som förvaltade öarna fram till 1968 då de återlämnades till Japan.
2007 anmäldes Hahajimaön tillsammans med övriga Ogasawaraöarna till Unesco för att eventuellt tas upp på världsarvslistan och 2011 fick öarna världsarvsstatus.

## Natur
När de första människor landsteg på öarna saknades sötvattenfiskar, groddjur och ormar. På öarna hittades en endemisk ödla, fem endemiska fåglar och två endemiska fladdermöss (däribland Pteropus pselaphon). En av fladdermössen och tre fågelarter dog ut sedan människans ankomst. Även cirka 40 procent av öarnas kärlväxter var endemiska. Av icke endemiska fåglar förekommer cirka 190 arter.